# Mizrach (album)
Mizrach – album zawierający wybrane nagrania z dwudniowego festiwalu muzycznego Mizrach, który odbył się 1 i 2 września 2007 roku w Warszawie w ramach Festiwalu Kultury Żydowskiej Warszawa Singera. Przedsięwzięcie zostało zorganizowane przy udziale Muzeum Historii Żydów Polskich, a jego pomysłodawcą był Raphael Rogiński (Shofar). Album został dołączony do grudniowego numeru tygodnika Przekrój.

## Spis utworów
1. Pink Freud „Play Me a Little Song in Yiddish”
2. Rogiński, Oleś, Szpura „Nign 36"
3. Mitch&Mitch „Ravayah”
4. Rogiński, Oleś, Szpura „Skoczne 53"
5. Pink Freud „Song of May”
6. Shofar „Tis-Nign 15"
7. Ścianka „'Noc lipcowa’ Bruno Schulz (fragment)”
8. Oleś Duo „Tiferet”
9. Mitch&Mitch „Lachish”